# Unione Sportiva Grosseto 1912 2020-2021
Questa voce raccoglie le informazioni riguardanti dell'Unione Sportiva Grosseto nelle competizioni ufficiali della stagione 2020-2021.

## Stagione
La stagione 2020-2021 è per il Grosseto la 32ª partecipazione alla terza serie del Campionato italiano di calcio. Allenato da Lamberto Magrini, disputa il girone A, nel quale raccoglie 54 punti con il settimo posto. Partecipa ai Play-off dove nel primo turno riesce a battere il Lecco (1-4), poi nel secondo turno esce dalla competizione perdendo a Gorgonzola (2-1) contro l'AlbinoLeffe. Per questa stagione non si è giocata la Coppa Italia di Serie C. Autore di 11 reti il viareggino Elia Galligani, risulta il miglior marcatore della stagione biancorossa.

## Organigramma societario
Area direttiva
- Presidente: Mario Ceri
- Vice presidente: Simone Ceri
- Direttore generale: Filippo Marra Cutrupi

Area sanitaria
- Responsabile: Gilberto Martelli
- Medici sociali: Rebecca Lanfranchi, Ilaria Fivizzani
- Responsabile fisioterapisti: Matteo D'Angella

Area organizzativa
- Segretario sportivo e Team manager: Matteo Faenzi

Area comunicazione
- Responsabile: Marco Bigozzi

Area marketing
- Ufficio marketing: Antonella Goretti

Area tecnica
- Direttore sportivo: Vincenzo Minguzzi
- Allenatore: Lamberto Magrini
- Allenatore in seconda: David Stefani
- Preparatore atletico: Nicola Stagnaro
- Preparatore dei portieri: Raffaele Ferioli

## Divise e sponsor
| Casa | Trasferta | Terza divisa |

## Rosa
| N. |                     | Ruolo | Calciatore               |
| -- | ------------------- | ----- | ------------------------ |
| 1  | Italia (bandiera)   | P     | Davide Barosi            |
| 2  | Italia (bandiera)   | D     | Alessandro Raimo         |
| 3  | Moldavia (bandiera) | C     | Gheorghe Fomov           |
| 4  | Italia (bandiera)   | D     | Riccardo Cretella        |
| 5  | Italia (bandiera)   | D     | Andrea Ciolli (capitano) |
| 6  | Italia (bandiera)   | D     | Matteo Gorelli           |
| 7  | Italia (bandiera)   | C     | Tommaso Pierangioli      |
| 8  | Italia (bandiera)   | C     | Emiliano Fratini         |
| 9  | Italia (bandiera)   | A     | Filippo Moscati          |
| 10 | Italia (bandiera)   | A     | Filippo Boccardi         |
| 12 | Italia (bandiera)   | P     | Niccolò Chiorra          |
| 11 | Italia (bandiera)   | A     | Elia Galligani           |
| 13 | Albania (bandiera)  | D     | Erdis Kraja              |
| 15 | Italia (bandiera)   | D     | Mattia Polidori          |

| N. |                       | Ruolo | Calciatore          |
| -- | --------------------- | ----- | ------------------- |
| 16 | Italia (bandiera)     | C     | Nicolò Simeoni      |
| 17 | Italia (bandiera)     | D     | Alex Campeol        |
| 18 | Italia (bandiera)     | A     | Carlo Manicone      |
| 19 | Italia (bandiera)     | C     | Raffaele Russo      |
| 20 | Italia (bandiera)     | C     | William Consonni    |
| 21 | Italia (bandiera)     | C     | Matteo Pedrini      |
| 22 | Italia (bandiera)     | P     | Vittorio Antonino   |
| 23 | Italia (bandiera)     | D     | Sergio Kalaj        |
| 25 | Italia (bandiera)     | C     | Giuseppe Sicurella  |
| 26 | Italia (bandiera)     | A     | Marco Bertoli       |
| 27 | Croazia (bandiera)    | C     | Mario Vrdoljak      |
| 28 | Montenegro (bandiera) | C     | Ognjen Stijepovic   |
| 29 | Italia (bandiera)     | C     | Alessandro Sersanti |
| 30 | Italia (bandiera)     | A     | Federico Scaffidi   |

## Calciomercato

### Sessione estiva
| Acquisti | Acquisti            | Acquisti          | Acquisti      |
| R.       | Nome                | da                | Modalità      |
| -------- | ------------------- | ----------------- | ------------- |
| P        | Vittorio Antonino   | Monopoli          | definitivo    |
| D        | Axel Campeol        | Sampdoria         | prestito      |
| D        | Nicolò Simeoni      | Venezia           | prestito      |
| D        | Sergio Kalaj        | Lazio             | prestito      |
| D        | Gheorghe Fomov      | Ghiviborgo        | definitivo    |
| C        | Matteo Pedrini      | Atalanta          | prestito      |
| C        | Erdis Kraja         | Atalanta          | prestito      |
| C        | Raffaele Russo      | Napoli            | prestito      |
| C        | Mario Vrdoljak      | AZ Picerno        | definitivo    |
| C        | Giuseppe Sicurella  | Sicula Leonzio    | definitivo    |
| C        | Alessandro Sersanti | Fiorentina        | prestito      |
| C        | Romaric Guedegbe    | Fiorentina        | definitivo    |
| C        | Simone Nannola      | Fidelis Andria    | definitivo    |
| C        | William Consonni    | Gavorrano         | fine prestito |
| A        | Carlo Manicone      | Lugano            | prestito      |
| A        | Federico Scaffidi   | Sampdoria         | prestito      |
| A        | Marco Bertoli       | Feralpisalò       | definitivo    |
| A        | Luca Andreotti      | San Miniato Basso | fine prestito |
| A        | Shoon Molinari      | Colligiana        | fine prestito |

| Cessioni | Cessioni            | Cessioni            | Cessioni      |
| R.       | Nome                | a                   | Modalità      |
| -------- | ------------------- | ------------------- | ------------- |
| P        | Damiano Nunziatini  |                     | svincolato    |
| D        | Mattia Ravanelli    | Gavorrano           | definitivo    |
| D        | Claudio Pizzuto     | Sant'Andrea         | definitivo    |
| D        | Mattia Giani        | Real Forte Querceta | definitivo    |
| D        | Nicola Sabatini     | Piombino            | prestito      |
| D        | Mattia Castellazzi  | Piombino            | prestito      |
| D        | Lorenzo Sabatini    | Fiorentina          | fine prestito |
| D        | Lorenzo Milani      | Empoli              | fine prestito |
| C        | Samuele Viligiardi  | Empoli              | fine prestito |
| C        | Raffaele Russo      | Napoli              | fine prestito |
| C        | Francesco Giunta    | Lavello             | definitivo    |
| C        | Simone Nannola      | Bitonto             | prestito      |
| C        | Alessandro Sersanti | Siena               | fine prestito |
| A        | Patrick Villani     | Venturina           | fine prestito |
| A        | Luca Andreotti      | Ghiviborgo          | definitivo    |
| A        | Shoon Molinari      | Massa Valpiana      | definitivo    |
| A        | Francesco Frosinini | Piombino            | definitivo    |

## Risultati

### Play-off
| Arbitro: | Pashuku (Albano Laziale) |

|                     |           |                                           |
| Iocolano 70’ (rig.) | Marcatori | 48’ Raimo 73’ Sicurella 89’, 90+3’ Merola |

| Arbitro: | Angelucci (Foligno) |

|                             |           |              |
| Manconi 55’ Canestrelli 74’ | Marcatori | 20’ Polidori |

## Statistiche

### Statistiche di squadra
Statistiche aggiornate al 19 maggio 2021
| Competizione | Punti         | In casa | In casa | In casa | In casa | In casa | In casa | In trasferta | In trasferta | In trasferta | In trasferta | In trasferta | In trasferta | Totale | Totale | Totale | Totale | Totale | Totale | DR |
| Competizione | Punti         | G       | V       | N       | P       | Gf      | Gs      | G            | V            | N            | P            | Gf           | Gs           | G      | V      | N      | P      | Gf     | Gs     | DR |
| ------------ | ------------- | ------- | ------- | ------- | ------- | ------- | ------- | ------------ | ------------ | ------------ | ------------ | ------------ | ------------ | ------ | ------ | ------ | ------ | ------ | ------ | -- |
| Serie C      | 54            | 19      | 7       | 5       | 7       | 24      | 23      | 19           | 7            | 7            | 5            | 19           | 18           | 38     | 14     | 12     | 12     | 43     | 41     | +2 |
| Play-off     | Secondo turno | 0       | 0       | 0       | 0       | 0       | 0       | 2            | 1            | 0            | 1            | 5            | 3            | 2      | 1      | 0      | 1      | 5      | 3      | +2 |
| Totale       | 54            | 19      | 7       | 5       | 7       | 24      | 23      | 21           | 8            | 7            | 6            | 24           | 21           | 40     | 15     | 12     | 13     | 48     | 44     | +4 |

### Andamento in campionato
| Giornata  | 1 | 2  | 3 | 4 | 5 | 6 | 7 | 8 | 9 | 10 | 11 | 12 | 13 | 14 | 15 | 16 | 17 | 18 | 19 | 20 | 21 | 22 | 23 | 24 | 25 | 26 | 27 | 28 | 29 | 30 | 31 | 32 | 33 | 34 | 35 | 36 | 37 | 38 |
| --------- | - | -- | - | - | - | - | - | - | - | -- | -- | -- | -- | -- | -- | -- | -- | -- | -- | -- | -- | -- | -- | -- | -- | -- | -- | -- | -- | -- | -- | -- | -- | -- | -- | -- | -- | -- |
| Luogo     | T | C  | T | T | C | T | C | T | C | T  | C  | C  | T  | C  | T  | C  | T  | C  | T  | C  | T  | C  | C  | T  | C  | T  | C  | T  | C  | T  | T  | C  | T  | C  | T  | C  | T  | C  |
| Risultato | V | P  | V | V | P | V | N | N | P | P  | P  | V  | N  | N  | V  | P  | V  | P  | P  | V  | P  | V  | N  | P  | N  | N  | V  | N  | P  | N  | N  | V  | P  | N  | N  | V  | V  | V  |
| Posizione | 1 | 10 | 5 | 3 | 6 | 4 | 3 | 3 | 7 | 11 | 12 | 11 | 11 | 11 | 10 | 11 | 9  | 10 | 10 | 9  | 12 | 10 | 11 | 11 | 11 | 11 | 10 | 10 | 10 | 11 | 12 | 10 | 10 | 11 | 12 | 11 | 10 | 9  |

Fonte:  Serie C 2020-2021, su google.com.
Legenda:

Luogo: C = Casa; T = Trasferta. Risultato: V = Vittoria; N = Pareggio; P = Sconfitta.

### Statistiche dei giocatori
Tabella incompleta.
| Giocatore      | Serie C  | Serie C | Serie C     | Serie C    |
| Giocatore      | Presenze | Reti    | Ammonizioni | Espulsioni |
| -------------- | -------- | ------- | ----------- | ---------- |
| V. Antonino    | 3        | -1      | 1           | 0          |
| D. Barosi      | 32       | -36     | 0           | 0          |
| F. Boccardi    | 28       | 7       | 0           | 0          |
| A. Campeol     | 27       | 0       | 0           | 0          |
| A. Ciolli      | 28       | 0       | 2           | 0          |
| N. Chiorra     | 3        | -4      | 0           | 0          |
| W. Consonni    | 1        | 0       | 0           | 0          |
| R. Cretella    | 25       | 4       | 0           | 0          |
| E. Fratini     | 28       | 0       | 0           | 0          |
| E. Galligani   | 36       | 11      | 6           | 0          |
| M. Gorelli     | 29       | 1       | 2           | 0          |
| S. Kalaj       | 23       | 0       | 4           | 0          |
| E. Kraja       | 32       | 0       | 5           | 0          |
| C. Manicone    | 2        | 0       | 0           | 0          |
| D. Merola      | 15       | 2       | 0           | 0          |
| F. Moscati     | 30       | 7       | 1           | 0          |
| M. Pedrini     | 13       | 1       | 4           | 0          |
| G. Piccoli     | 10       | 1       | 1           | 0          |
| T. Pierangioli | 2        | 0       | 0           | 0          |
| M. Polidori    | 35       | 1       | 7           | 0          |
| A. Raimo       | 34       | 3       | 6           | 0          |
| R. Russo       | 27       | 0       | 4           | 0          |
| F. Scaffidi    | 3        | 1       | 0           | 0          |
| A. Sersanti    | 36       | 2       | 5           | 0          |
| G. Sicurella   | 36       | 5       | 6           | 0          |
| N. Simeoni     | 20       | 2       | 0           | 0          |
| O. Stijepovic  | 12       | 0       | 1           | 0          |
| M. Vrdoljak    | 33       | 0       | 7           | 0          |